# Flintholmen
Flintholmen est une petite île du Svalbard dans l'Ekmanfjorden qui est un bras du Nordfjorden, lui-même provenant de l'Isfjorden.
L'île est plus petite que sa voisine Coraholmen.
L'île fait partie du parc national de Nordre Isfjorden.